# Rat mangeur de crabes de Pittier
Ichthyomys pittieri
Espèce
Statut de conservation UICN

 NT  : Quasi menacé
Le Rat mangeur de crabes de Pittier (Ichthyomys pittieri) est une espèce de rongeurs semi-aquatiques de la famille Cricetidae. L'espèce est endémique du Venezuela et vit près des rivières et des marécages.

## Caryotype
Ce rat est notamment connu pour avoir été longtemps considéré comme le mammifère dont le caryotype contenait le plus grand nombre de chromosomes (92 chromosomes), record qu'il partageait avec le Rat piscivore d'Équateur. Des analyses ont révélé que le caryotype du Rat-viscache roux d'Argentine contenait encore plus de chromosomes (102) ; il s'agit d'une espèce tétraploïde, c'est-à-dire que chacun de ses chromosomes est présent en quatre exemplaires.

## Publication originale
- (en) Charles O. Handley, Jr et Edgardo Mondolfi, « A new species of fish-eating rat, Ichthyomys, from Venezuela (Rodentia, Cricetidae) », Acta Biologica Venezuelica, vol. 3,‎ 1963, p. 417–419 (ISSN 0001-5326).